# Vingt nuits et un jour de pluie
Pour plus de détails, voir Fiche technique et Distribution.
Vingt nuits et un jour de pluie est un film franco-allemand réalisé par Lam Lê, sorti en 2006.

## Synopsis
Une femme, vivant depuis plusieurs années à Java, revient en France, pour quelques courts moments. Un homme, originaire du Vietnam, vit en France depuis de nombreuses années. Tous les deux sont en rupture avec leurs origines pour des raisons différentes et vont essayer de se retrouver à travers leurs expériences.

## Fiche technique
- Titre : Vingt nuits et un jour de pluie
- Réalisation : Lam Lê
- Scénario : Lam Lê et Elizabeth D.
- Décors : Damien Fleury et Nanang Rhamat
- Costumes : Julie Barranger
- Photographie : Philippe Welt et Diane Baratier
- Montage : Lam Lê et Patricia Rommel
- Musique : Cyril Morin
- Production : Alfred Hürmer et Marc Ruscart
- Budget : 2 millions d'euros
- Pays d'origine :  France,  Allemagne
- Format : couleur - 35 mm - 1,66:1 - Dolby Surround
- Genre : drame
- Durée : 85 minutes
- Date de sortie :  France : 8 février 2006

## Distribution
- Natalia Wörner : la femme
- Eric Nguyen : l'homme
- Monic Arijanto : l'institutrice javanaise
- Santha Leng : le volcanologue
- Lephen Purwanto : le mari de l'institutrice
- Liam Nguyen : l'enfant du 14 juillet

## Autour du film
- Le tournage s'est déroulé à Cologne, en Allemagne et Java, en Indonésie.